# Fliegerabteilung 284 (Artillerie)
Fliegerabteilung 284 (Artillerie) – FA A 284 (Oddział lotnicy artylerii nr 284) – niemiecka jednostka obserwacyjna i rozpoznawcza wspomagania artyleryjskiego  Luftstreitkräfte z I wojny światowej.

## Informacje ogólne
Jednostka została utworzona w dniu 12 lutego 1917 roku z Feldflieger-Abteilung 58. Jednostka uczestniczyła w walkach na froncie zachodnim. Jednostka została rozwiązana do kapitulacji Niemiec.
W jednostce służył m.in. Heinrich Lorenz.

## Dowódcy eskadry
| Stopień | Nazwisko            | Okres |
| ------- | ------------------- | ----- |
| kapitan | Albert von Malortie |       |